# Samek
Samek (ס) (från hebreiska Samekh) är den femtonde bokstaven i flera semitiska alfabet, bland andra det hebreiska, där den representerar ett tonlös alveolar frikativat språkljud. Det tecknas i IPA som [s] och uttalas som bokstaven s i svenska ”såg”.
ס har siffervärdet 60.